# Gord MacKinnon
Pas d'image ? Cliquez ici

a Compétitions nationales et continentales officielles uniquement.

b Matchs officiels uniquement.
Dernière mise à jour le 1 février 2025.
Gord MacKinnon, né le 27 août 1958 à Glasgow (Écosse), est un ancien joueur de rugby à XV canadien, évoluant au poste de troisième ligne aile pour l'équipe nationale du Canada.

## Carrière
Gord MacKinnon a connu 28 sélections internationales en équipe du Canada, il fait ses débuts le 16 novembre 1985 contre les États-Unis. Sa dernière apparition a lieu le 3 juin 1995 contre les Springboks.  
Il joue six matchs de Coupe du Monde : 1991, 1995.

## Palmarès

### Sélections nationales
- 28 sélections en équipe du Canada
- 4 essais
- 18 points

- Participation à la Coupe du Monde en 1991 (4 matchs disputés, 4 comme titulaire) et 1995 (2 matchs disputés, 2 comme titulaire).